# Sheldon Wolin
Sheldon Sanford Wolin (* 4. August 1922 in Chicago, Illinois; † 21. Oktober 2015 in Salem, Oregon) war ein US-amerikanischer Politikwissenschaftler an der Princeton University. Sein Schwerpunkt war die Politische Theorie, die für ihn keine rein akademische, sondern eine für alle Staatsbürger relevante Wissenschaft war. Er prägte für das politische System der Vereinigten Staaten im 21. Jahrhundert den Begriff Invertierter Totalitarismus.

## Leben
Der Sohn jüdischer Einwanderer aus Russland wuchs in Buffalo im US-Bundesstaat New York auf. Sein Vater war ein Textildesigner, seine Mutter führte einen Gemischtwarenhandel. Nach dem Schulbesuch studierte er am Oberlin College, verließ die Hochschule aber im Zweiten Weltkrieg, an dem er als Bomberschütze und Navigator der United States Army Air Forces im Pazifikkrieg teilnahm. 1946 kehrte er nach Oberlin zurück und legte dort das Bachelor-Examen ab.
Danach wechselte er an die Harvard University, an der er 1950 mit einer Arbeit über das englische Verfassungsdenken im späten 18. Jahrhundert promovierte. Anschließend lehrte er Politikwissenschaft am Oberlin College, an der University of California, Berkeley, der University of California, Santa Cruz und University of California, Los Angeles sowie an der Cornell University und der University of Oxford. Ab 1972 war er Professor an der Princeton University, dort wurde er 1987 emeritiert. Wolin war Gründungsherausgeber des Journal of Democracy und regelmäßiger Autor im New York Review of Books. 1966 wurde Wolin in die American Academy of Arts and Sciences gewählt. Wolin gilt als Vertreter der radikalen Linken.

## „Inverted Totalitarianism“
Seit der Veröffentlichung des Buches Politics and Vision: Continuity and Innovation in Western Political Thought 1960 hatte Wolin großen Einfluss auf die kritische Linke in den Vereinigten Staaten. Sein radikales partizipatorisches Demokratieverständnis wird besonders in seinem Alterswerk deutlich, in dem er ein zunehmend undemokratischer werdendes politisches System der USA diagnostiziert und kritisiert. Im Zeitalter der Globalisierung und wachsender Staatsmacht sei Demokratie nur noch ein flüchtiges Gut (fugitive democracy).
2003 prägte Wolin in einem Artikel in der Fachzeitschrift The Nation den Begriff Inverted Totalitarianism (deutsch: Umgekehrter Totalitarismus). Mit dem Buch Democracy Incorporated: Managed Democracy and the Specter of Inverted Totalitarianism baute er 2008 seine Analyse zu diesem neuen System der Politik weiter aus und erhielt dafür im selben Jahr den Lannan Literary Award in der Kategorie ein besonders bemerkenswertes Buch.
 

Die These dieses Werkes ist, dass am Ende des 20. Jahrhunderts mit dem Streben nach Superpower und dem Management von Demokratie in den USA eine postdemokratische Regierungstechnik entstanden sei, die Elemente der liberalen Demokratie mit denen totalitärer politischer Systeme verbinde. Einen zentralen Unterschied zum klassischen Totalitarismus sieht Wolin darin, dass der Nationalsozialismus ein Mobilisierungsregime gewesen sei, während der invertierte Totalitarismus auf eine weitreichende Entpolitisierung der Bevölkerung setze. Außerdem wirke die postmoderne Form totaler Herrschaft durch Einsatz weicherer, kaum wahrnehmbarer Unterdrückungsmechanismen. Auch eine starke Führungspersönlichkeit sei in dieser Regierungsform verzichtbar.
Wähler werden ebenso berechenbar gemacht wie Konsumenten; eine Universität ist ihrer Struktur nach fast ebenso rationalisiert wie ein Unternehmen; eine Unternehmensstruktur ist im Hinblick auf ihre Befehlskette so hierarchisch wie das Militär. Die Ideologie des Regimes ist der Kapitalismus, der praktisch ebenso unumstritten ist, wie es die Nazidoktrin im Deutschland der 1930er Jahre war.

## Schriften (Auswahl)
- Politics and Vision: Continuity and Innovation in Western Political Thought, Princeton University Press, 2004 (Original 1960), ISBN 978-0-691-12627-2.
- mit Seymour Martin Lipset: The Berkeley Student Revolt: Facts and Interpretations, Anchor Books, Garden City (New York) 1965.
- Hobbes and the Epic Tradition of Political Theory, William Andrews Clark Memorial Library, Los Angeles 1970.
- The Presence of the Past: Essays on the State and the Constitution, Johns Hopkins University Press, 1989, ISBN 978-0-8018-4116-3.
- Tocqueville Between Two Worlds: The Making of a Political and Theoretical Life, Princeton University Press, 2001, ISBN 978-0-691-11454-5.
- Democracy Incorporated: Managed Democracy and the Specter of Inverted Totalitarianism, Princeton University Press, 2008, ISBN 978-0-691-13566-3.
  - Umgekehrter Totalitarismus: Faktische Machtverhälnisse und ihre zerstörerischen Auswirkungen auf unsere Demokratie, übersetzt von Julien Karim Akerma, mit einem Vorwort von Rainer Mausfeld, Westend-Verlag, Frankfurt am Main 2022, ISBN 978-3-86489-348-3.